# Ahmad Abdollahzadeh
Ahmad Abdollahzadeh (en persa: احمد عبدالله‌زاده‎; Shush, Juzestán, 6 de mayo de 1993) es un futbolista iraní que juega en la demarcación de centrocampista para el Esteghlal Khuzestan FC de la Iran Pro League.

## Selección nacional
Tras jugar doce partidos con la selección de fútbol sub-17 de Irán, y quince con la selección de fútbol sub-20 de Irán, finalmente el 5 de octubre de 2017 hizo su debut con la selección absoluta en un encuentro contra Togo que finalizó con un resultado de 2-0 a favor del combinado iraní tras un doblete de Karim Ansarifard.

## Clubes
| Club                     | País | Año       | Partidos | Goles |
| ------------------------ | ---- | --------- | -------- | ----- |
| Foolad FC "B"            | Irán | 2010-2012 | 32       | 5     |
| Foolad FC                | Irán | 2012-2015 | 18       | 0     |
| Tractor Sazi FC (cedido) | Irán | 2015      | 12       | 0     |
| Foolad FC                | Irán | 2015-2018 | 52       | 0     |
| Sanat Naft Abadan FC     | Irán | 2018      | 3        | 0     |
| FC Nassaji Mazandaran    | Irán | 2018-2019 | 19       | 0     |
| Foolad FC                | Irán | 2019-2023 | 79       | 5     |
| FC Nassaji Mazandaran    | Irán | 2023      | 9        | 0     |
| Esteghlal Khuzestan FC   | Irán | 2023-     |          |       |

## Palmarés

### Campeonatos nacionales
| Título            | Club      | País | Año  |
| ----------------- | --------- | ---- | ---- |
| Iran Pro League   | Foolad FC | Irán | 2014 |
| Copa Hazfi        | Foolad FC | Irán | 2021 |
| Supercopa de Irán | Foolad FC | Irán | 2021 |